# All About Albert
Pour plus de détails, voir Fiche technique et Distribution.
All About Albert (Enough Said) est un film américain de Nicole Holofcener sorti le 18 septembre 2013 aux États-Unis, mettant en vedette Julia Louis-Dreyfus, James Gandolfini, Catherine Keener, Toni Collette et Ben Falcone.
Il s'agit de l'avant-dernier film tourné par Gandolfini, décédé trois mois avant la sortie du film.

## Synopsis
Deux divorcés, Eva et Albert, se rencontrent lors d'une soirée chez des amis communs. Ils deviennent rapidement amants. Un jour, Eva sympathise avec Marianne, sans savoir qu'elle est l'ex-femme d'Albert.

## Fiche technique
- Titre : All About Albert
- Titre original : Enough Said
- Réalisation et scénario : Nicole Holofcener
- Musique : Marcelo Zarvos
- Photographie : Xavier Pérez Grobet
- Montage : Robert Frazen
- Décors : Keith P. Cunningham
- Costumes : Leah Katznelson
- Direction artistique : Luke Freeborn
- Production : Stefanie Azpiazu et Anthony Bregman

Productrice déléguée : Chrisann Verges
- Sociétés de production : Fox Searchlight Pictures et Likely Story
- Distribution : Fox Searchlight Pictures (États-Unis)
- Genre : comédie
- Durée : 93 minutes
- Pays de production :  États-Unis
- Langue originale : anglais
- Format : Couleur
- Dates de sortie[1] :
  - Canada : 7 septembre 2013 (Festival international du film de Toronto 2013 - sélection officielle[2])
  - États-Unis : 18 septembre 2013
  - France : 26 mars 2014

## Distribution
- Julia Louis-Dreyfus (VFB : Colette Sodoyez) : Eva
- James Gandolfini (VFB : Martin Spinhayer) : Albert
- Catherine Keener (VFB : Bernadette Mouzon) : Marianne
- Toni Collette (VFB : Guylaine Gibert) : Sarah
- Ben Falcone (VFB : Steve Driesen) : Will
- Eve Hewson : Tess
- Tavi Gevinson : Chloe
- Tracey Fairaway: Ellen
- Toby Huss : Peter
- Kathleen Rose Perkins : Fran
- Amy Landecker : Debbie
- Michaela Watkins : Hillary

- Version française
  - Studio de doublage : C You Soon 
  - Directeur artistique : Lionel Bourguet
  - Adaptation : Dimitri Botkine

Source : carton de doublage du film sur Disney+ Star

## Production

### Casting
C'est l'un des derniers films de James Gandolfini, mort en juin 2013. La réalisatrice Nicole Holofcener retrouve pour la cinquième fois Catherine Keener, après Mariage ou Célibat, Lovely and Amazing, Friends with Money et La Beauté du geste.

## Distinctions

### Récompenses
- Alliance of Women Film Journalists Awards 2013 : meilleure réalisatrice et meilleure scénariste pour Nicole Holofcener
- Boston Society of Film Critics Awards 2013 : meilleur scénario
- St. Louis Film Critics Association Awards 2013 : meilleure comédie
- Women Film Critics Circle Awards 2013 : meilleur film réalisé par une femme

### Nominations
- Washington D.C. Area Film Critics Association Awards 2013 :
  - Meilleur acteur dans un second rôle pour James Gandolfini
  - Meilleur scénario original pour Nicole Holofcener

- Critics' Choice Movie Awards 2014 :
  - Meilleur acteur dans un second rôle pour James Gandolfini
  - Meilleure comédie
  - Meilleur acteur dans une comédie pour James Gandolfini
  - Meilleure actrice dans une comédie pour Julia Louis-Dreyfus
- Golden Globes 2014 : meilleure actrice dans un film musical ou une comédie pour Julia Louis-Dreyfus
- Independent Spirit Awards 2014 :
  - Meilleur acteur pour James Gandolfini
  - Meilleur scénario pour Nicole Holofcener
- Satellite Awards 2014 :
  - Meilleure actrice pour Julia Louis-Dreyfus
  - Meilleur scénario original pour Nicole Holofcener
- Screen Actors Guild Awards 2014 : meilleur acteur dans un second rôle pour Julia Louis-Dreyfus